# Маркос Алонсо
Маркос Алонсо Мендоза (шп. Marcos Alonso Mendoza; 28. децембар 1990) јесте шпански фудбалер који наступа за Селту Виго. Игра на позицији левог и крилног бека.

## Каријера
Алонсо је похађао школу фудбала у Реалу већ са 11 година а први наступ за Б тим је имао фебруара 2008. године. Тек је 2010. године имао свој дебитантски наступ за први тим Реала у утакмици против Расинг Сантандера.
Придружио се Болтон Вандерерсима јула 2010. године. Први пут је заиграо за тај клуб августа исте године у утакмици против Саутемптона. Свој први гол за Болтон је дао крајем марта 2012. године у утакмици против Вулверхемптон вондерерса.
Маја 2013. године је потписао трогодишњи уговор са италијанским клубом Фјорентина. До децембра је одиграо 9 утакмица за клуб и тада је већ објављено да ће прећи на позајмицу у Сандерленд. Одиграо је први пут за Сандерленд јануара 2014. године против Манчестер јунајтеда. До краја позајмице је одиграо укупно 20 утакмица на свим првенствима, помажући Сандерленду да остане у Премијер лиги. По повратку у Фјорентину, дао је свој први гол против Роме марта 2015. године.
Августа 2016. године је потписао петогодишњи уговор са лондонским клубом Челси. Први пут је заиграо у дресу плаваца септембра у утакмици против Лестер Ситија у купу. Дана 5. новембра је постигао свој први гол на Стамфорд Бриџу у утакмици против Евертона.

## Каријера у репрезентацији
Алонсо је добио позив да игра у репрезентацији марта 2018. године у пријатељским утакмицама против Немачке и Аргентине.

## Приватни живот
Алонсов отац и деда су такође били фудбалери који су наступали за репрезентацију Шпаније.
Дана 2. маја 2011. Алонсо је ухапшен после своје умешаности у саобраћајној несрећи у Мадриду. Био је возач аутомобила који се сударио са зидом, усмртивши једног путника — 22-годишњу жену, јер је возио брзином од 112,8 km/h  у влажним условима где је дозвољено 50 km/h, са нивоом алкохола у крви од 0,93 мг по милилитру крви. Требало је да одлежи у затвору 21 месец када је осуђен у фебруару 2016. али је његова казна измењена за казну од 61.000 евра и забрану вожње од три године и четири месеца.